# ジェネバ機構
ジェネバ機構（ジェネバきこう、Geneva drive、Maltese cross）は、連続回転運動を断続回転に変換する機構である。ゼネバ機構とも。
原動車（連続回転側）にはピンが付いており、従動車（断続運転側）のスロットに入り込んで回転させる。原動車の上部は、従動車が停止時間中に動かないよう、三日月状の形状となっている。

## 背景
名称は、この機構がもともと機械式時計のために開発されたため、時計製作が盛んなスイスのジュネーヴ（ジェネバ）にちなんで付けられた。形状が似ていることからマルタ十字とも呼ばれる。
もっともよく使われるのは、スロットが4つのものであり、1ステップで90度ずつ回る。スロットの数が n であれば、1ステップの回転は 360÷n 度となる。
機構上、摩擦で引っかかりやすく、十分な潤滑が必要である。そのため、オイルカプセルに入れて使うことも多い。

## 利用
ジェネバ機構を利用しているものに、映写機がある。標準的な映写機で、1/24秒毎にコマ送りしなければならない。そこで、ジェネバ機構でフィルムをコマ送りさせている。（ただしこれは昔の話であり、今は電気的な仕組みで動かしている。）
初めてジェネバ機構が使われたのは1896年のことで、オスカー・メスター (en) とマックス・グリーヴェ(Max Gliewe)の映写機、およびロバート・ポール (en) の「テレグラフ」に利用された。前者の装置はトーマス・アルマ (en) の映写機、1893年のジョージ・デネニー (en) の「beater mechanism」の仕組みも取り入れられて、1897年、エジソンの「ヴァイタスコープ」として販売された。
ジェネバ機構は時計にも使われた。ただし、針を直接動かすためのものではなく、ばねを引っ張り過ぎないためのものであった。具体的には、時計に使われるジェネバ機構は、スロットが１つ塞がれている。そのため、動力源であるばねを巻きすぎるのを防ぐことができる。この機構は「ジェネバストップ」と呼ばれ、17世紀か18世紀ごろに時計職人が発明した。
この他、ジェネバドライブは、プロッターのペンの切り替え、自動サンプリング装置、自動組み立てラインなどに使われている。また、鉄輪時計 (Iron Ring Clock) では、文字盤を一定時間毎に回転させるのに使われる。

## 内部ジェネバ機構

内部ジェネバ機構

先述した外部ジェネバ機構に対し、内部ジェネバ機構というものもある。外部ジェネバ機構は小型化が容易で、強度も高い。内部ジェネバ機構は、原動車回転の180度以上の間、原動車のピンが従動車のスロットに入っている。そのため、従動車は、止まっている時間よりも動いている時間の方が多い。